# États-Unis aux Jeux olympiques de 1904
Les États-Unis participent aux Jeux olympiques d'été de 1904 à Saint-Louis, au Missouri. 530 athlètes américains ont participé à des compétitions dans seize sports. Ils y ont obtenu 242 médailles : 79 d'or, 83 d'argent et 80 de bronze.

## Médaillés

### Bilan général par sport
| Sport          | Médaille d'or, Jeux olympiques | Médaille d'argent, Jeux olympiques | Médaille de bronze, Jeux olympiques | Total |
| Athlétisme     | 23                             | 22                                 | 22                                  | 67    |
| Aviron         | 5                              | 4                                  | 4                                   | 13    |
| Boxe           | 7                              | 7                                  | 4                                   | 18    |
| Cyclisme       | 7                              | 7                                  | 7                                   | 21    |
| Escrime        | 1                              | 5                                  | 4                                   | 10    |
| Football*      | 0                              | 1                                  | 1                                   | 2     |
| Golf           | 1                              | 2                                  | 3                                   | 6     |
| Gymnastique    | 10                             | 7                                  | 9                                   | 26    |
| Haltérophilie  | 1                              | 2                                  | 0                                   | 3     |
| Lutte          | 5                              | 6                                  | 6                                   | 17    |
| Crosse         | 0                              | 1                                  | 0                                   | 1     |
| Natation       | 3                              | 3                                  | 4                                   | 10    |
| Plongeon       | 2                              | 1                                  | 2                                   | 5     |
| Roque          | 1                              | 1                                  | 1                                   | 3     |
| Tennis         | 2                              | 2                                  | 4                                   | 8     |
| Tir à l'arc    | 6                              | 5                                  | 5                                   | 16    |
| Tir à la corde | 1                              | 1                                  | 0                                   | 2     |
| Water-polo*    | 1                              | 1                                  | 1                                   | 3     |
| Total          | 76                             | 78                                 | 77                                  | 231   |

- Le tournoi de football ne fut pas officiel au départ car le football était considéré en tant que sport de démonstration, aux Jeux de 1904. la compétition fut toutefois officialisée par la suite. Son résultat figure clairement dans la base de données du C.I.O qui fait autorité en la matière. Voir (en) . Le water-polo également était sport officiel en 1904 et figure dans la base de données du C.I.O. Voir (en)

### Médailles d’or
| Sport                       | Discipline                                     | Sportifs | Performance       | Date |
| Médailles d’or : 76         |                                                | |                   |      |
| Athlétisme                  | 60 m                                           | Archie Hahn | 7 s 0             |      |
| Athlétisme                  | 100m                                           | Archie Hahn | 11 s 0            |      |
| Athlétisme                  | 200m                                           | Archie Hahn | 21 s 6            |      |
| Athlétisme                  | 400m                                           | Harry Hillman | 49 s 2            |      |
| Athlétisme                  | 800m                                           | Jim Lightbody | 1 min 56 s 0 (OR) |      |
| Athlétisme                  | 1500m                                          | Jim Lightbody | 4 min 5 s 4       |      |
| Athlétisme                  | marathon                                       | Thomas Hicks | 3 h 28 min 53 s   |      |
| Athlétisme                  | 110 m haies                                    | Fred Schule | 16 s 0            |      |
| Athlétisme                  | 200 m haies                                    | Harry Hillman | 24 s 6            |      |
| Athlétisme                  | 400 m haies                                    | Harry Hillman | 53 s              |      |
| Athlétisme                  | 2590 m steeple                                 | Jim Lightbody | 7 min 39 s 6      |      |
| Athlétisme                  | 4 miles par équipes                            | New York Athletic Club Arthur Newton George Underwood Paul Pilgrim Howard Valentine David Munson                                                                         | 27 pts            |      |
| Athlétisme                  | Saut en hauteur                                | Samuel Jones | 1,803 m           |      |
| Athlétisme                  | Saut à la perche                               | Charles Dvorak | 3,505 m           |      |
| Athlétisme                  | Saut en longueur                               | Meyer Prinstein | 7,34 m            |      |
| Athlétisme                  | Triple saut                                    | Meyer Prinstein | 14,355 m          |      |
| Athlétisme                  | Saut en hauteur sans élan                      | Ray Ewry | 1,608 m           |      |
| Athlétisme                  | Saut en longueur sans élan                     | Ray Ewry | 3,476 m (WR)      |      |
| Athlétisme                  | Triple saut sans élan                          | Ray Ewry | 10,547 m          |      |
| Athlétisme                  | Lancer du poids                                | Ralph Rose | 14,81 m (WR)      |      |
| Athlétisme                  | Lancer du disque                               | Martin Sheridan | 39,28 m           |      |
| Athlétisme                  | Lancer du marteau                              | John Flanagan | 51,23 m           |      |
| Athlétisme                  | Triathlon                                      | Max Emmerich | 35,7 pts          |      |
| Aviron                      | Deux de couple                                 | John Mulcahy William Varley | 10 min 03 s 25    |      |
| Aviron                      | Deux sans barreur                              | Robert Farnan Joseph Ryan | 10 min 57s 0      |      |
| Aviron                      | Quatre sans barreur                            | Arthur Stockhoff August Erker George Dietz Albert Nasse | 9 min 05 s 75     |      |
| Aviron                      | Skiff                                          | Frank Greer | 10 min 08 5s      |      |
| Aviron                      | Huit                                           | Frederick Kresser Michael Gleason Franck Scheel James Flanangan Charles Armstrong Harry Lott Joseph Dempsey John Exley Louis Abell                                       | 7 min 50 s 0      |      |
| Boxe                        | Poids mouches (-47,6 kg)                       | George Finnegan |                   |      |
| Boxe                        | Poids coqs (-52,2 kg)                          | Oliver Kirk |                   |      |
| Boxe                        | Poids plumes (-56,7 kg)                        | Oliver Kirk |                   |      |
| Boxe                        | Poids légers (-61,2 kg)]                       | Harry Spanjer |                   |      |
| Boxe                        | Poids welters (-65,8 kg)                       | Albert Young |                   |      |
| Boxe                        | Poids moyens (-71,7 kg)                        | Charles Mayer |                   |      |
| Boxe                        | Poids lourds (+71,7 kg)                        | Samuel Berger |                   |      |
| Cyclisme                    | ½ mile                                         | Marcus Hurley | 1 min 09 s        |      |
| Cyclisme                    | ⅓ mile                                         | Marcus Hurley | 43 s 8            |      |
| Cyclisme                    | ¼ mile                                         | Marcus Hurley | 31 s 8            |      |
| Cyclisme                    | 1 mile                                         | Marcus Hurley | 2 min 41 s 6      |      |
| Cyclisme                    | 2 miles                                        | Burton Downing | 94 s 17           |      |
| Cyclisme                    | 5 miles                                        | Charles Schlee | 13 min 08 s 2     |      |
| Cyclisme                    | 25 miles                                       | Burton Downing | 1 h 10 min 55s    |      |
| Escrime                     | Singlestick                                    | Albertson Van Zo Post |                   |      |
| Golf                        | Épreuve par équipes                            | [Western Golf Association] Edward Cummins Kenneth Edwards Chandler Egan Walter Egan Robert Hunter Nathaniel Moore Mason Phelps Daniel Sawyer Clement Smoot Warren Wood\| | 1749 pts          |      |
| Gymnastique artistique      |                                                | |                   |      |
| Barres parallèles           | George Eyser                                   | 44 |                   |      |
| Saut de cheval              | Anton Heida                                    | 36 |                   |      |
| Saut de cheval              | George Eyser                                   | 36 |                   |      |
| Cheval d'arçons             | Anton Heida                                    | 42 |                   |      |
| Barre fixe                  | George Eyser                                   | 40 |                   |      |
| Barre fixe                  | Anton Heida                                    | 40 |                   |      |
| Anneaux                     | Herman Glass                                   | 45 |                   |      |
| Corde lisse                 | George Eyser                                   | 7,0 |                   |      |
| Exercices aux massues       | Edward Hennig                                  | 13 |                   |      |
| Concours complet 4 épreuves | Anton Heida                                    | 161 |                   |      |
| Haltérophilie               | Poids lourd - à un bras                        | Oscar Paul Osthoff | 48 pts            |      |
| Lutte                       | Poids mi-mouche -47,6 kg                       | Robert Curry |                   |      |
| Lutte                       | Poids mouche +47,6–52,16 kg                    | George Mehnert |                   |      |
| Lutte                       | Poids coq +52,16–56,7 kg                       | Isidor Niflot |                   |      |
| Lutte                       | Poids plume +56,7–61,23 kg                     | Benjamin Bradshaw |                   |      |
| Lutte                       | Poids léger +61,23–65,77 kg                    | Otto Roehm |                   |      |
| Natation                    | 220 yards                                      | Charles Daniels | 2 min 44 s 2      |      |
| Natation                    | 440 yards                                      | Charles Daniels | 6 min 16 s 2      |      |
| Natation                    | 4 X 50 yards                                   | New York Athletic Club Joe Ruddy Leo Goodwin Louis Handley Charles Daniels                                                                                               | 2 min 04 s 6      |      |
| Plongeon                    | Plate-forme                                    | George Sheldon | 12,66 pts         |      |
| Plongeon                    | Plongeon en longueur                           | William Dickey | 19,05 pts         |      |
| Roque                       | Individuel hommes                              | Charles Jacobus | 5 v – 1 d         |      |
| Tennis                      | Simple messieurs                               | Beals Wright | 6-4, 6-4          |      |
| Tennis                      | Double messieurs                               | Beals Wright Edgar Leonard | 6-4, 6-4, 6-2     |      |
| Tir à la corde              | Equipe                                         | Milwaukee Athletic Club Oscar Olson Sidney Johnson Henry Seiling Conrad Magnusson Patrick Flanagan                                                                       |                   |      |
| Tir à l'arc                 | Double york round (100y - 80y - 60y)           | George Bryant | 820 pts           |      |
| Tir à l'arc                 | Double american round (60y - 50y - 40y)        | George Bryant | 1048 pts          |      |
| Tir à l'arc                 | Team round 60y                                 | Potomac Archers (Washington) Galen Spencer William Thompson Robert Williams Louis Maxson                                                                                 | 1344 pts          |      |
| Tir à l'arc                 | Double national round (60y - 50y) Femmes       | Matilda Howell | 620 pts           |      |
| Tir à l'arc                 | Double columbia round (50y - 40y - 30y) Femmes | Matilda Howell | 867 pts           |      |
| Tir à l'arc                 | Par équipes FITA round Femmes                  | Cincinnati Archery Club Jessie Pollock Laura Woodruff Leonie Taylor Matilda Howell                                                                                       | 506 pts           |      |
| Water polo                  | Equipe                                         | New York Athletic Club David Bratton George Van Cleaf Leo Goodwin Louis Handley David Hesser Joseph Ruddy James Steen                                                    | 6 : 0             |      |

### Médailles d’argent
| Sport                   | Discipline                                     | Sportifs | Performance        | Date |
| Médailles d’argent : 78 |                                                | |                    |      |
| Athlétisme              | 60 m                                           | William Hogenson | 7 s 1              |      |
| Athlétisme              | 100m                                           | Nate Cartmell | 11 s 2             |      |
| Athlétisme              | 200m                                           | Nate Cartmell | 21 s 9             |      |
| Athlétisme              | 400m                                           | Frank Waller | 49 s 8             |      |
| Athlétisme              | 800m                                           | Howard Valentine | 1 min 56 s 3 (OR)  |      |
| Athlétisme              | 1500m                                          | William Verner | 4 min 6 s 8        |      |
| Athlétisme              | 110 m haies                                    | Thaddeus Shideler | 16 s 3             |      |
| Athlétisme              | 200 m haies                                    | Frank Castleman | 24 s 9             |      |
| Athlétisme              | 400 m haies                                    | Frank Waller | 53 s 2             |      |
| Athlétisme              | Saut en hauteur                                | Garrett Serviss | 1,778 m            |      |
| Athlétisme              | Saut à la perche                               | LeRoy Samse | 3,350 m            |      |
| Athlétisme              | Saut en longueur                               | Daniel Frank | 6,89 m             |      |
| Athlétisme              | Triple saut                                    | Frederick Engelhardt | 13,900 m           |      |
| Athlétisme              | Saut en hauteur sans élan                      | Joseph Stadler | 1,457 m            |      |
| Athlétisme              | Saut en longueur sans élan                     | Conant King | 3,286 m            |      |
| Athlétisme              | Triple saut sans élan                          | Conant King | 10,160 m           |      |
| Athlétisme              | Lancer du poids                                | Wesley Coe | 14,400 m           |      |
| Athlétisme              | Lancer du disque                               | Ralph Rose | 39,28 m            |      |
| Athlétisme              | Lancer du marteau                              | John DeWitt | 50,265 m           |      |
| Athlétisme              | Lancer du marteau lourd                        | John Flanagan | 10,160 m           |      |
| Athlétisme              | Triathlon                                      | John Grieb | 34 pts             |      |
| Athlétisme              | Décathlon                                      | Adam Gunn | 5907 pts           |      |
| Aviron                  | Deux de couple                                 | Jamie McLoughlin John Hoben | à deux longueurs   |      |
| Aviron                  | Deux sans barreur                              | John Mulcahy William Varley | à quatre longueurs |      |
| Aviron                  | Quatre sans barreur                            | Frederck Suerig Martin Formanack Charles Aman Michael Begley | à deux longueurs   |      |
| Aviron                  | Skiff                                          | James Juvenal | à deux longueurs   |      |
| Boxe                    | Poids mouches (-47,6 kg)                       | Miles Burke |                    |      |
| Boxe                    | Poids coqs (-52,2 kg)                          | George Finnegan |                    |      |
| Boxe                    | Poids plumes (-56,7 kg)                        | Frank Haller |                    |      |
| Boxe                    | Poids légers (-61,2 kg)]                       | Russell Van Horn |                    |      |
| Boxe                    | Poids welters (-65,8 kg)                       | Harry Spanjer |                    |      |
| Boxe                    | Poids moyens (-71,7 kg)                        | Benjamin Spradley |                    |      |
| Boxe                    | Poids lourds (+71,7 kg)                        | Charles Mayer |                    |      |
| Crosse                  | Par équipes                                    | St. Louis Amateur Athletic Association J. W. Dowling W. R. Gibson Patrick Grogan Tom Hunter Albert Lehman W. A. Murphy William Partridge George Passmore William T. Passmore W. J. Ross Jack Sullivan A. H. Venn A. M. Woods |                    |      |
| Cyclisme                | ½ mile                                         | Teddy Billington |                    |      |
| Cyclisme                | ⅓ mile                                         | Burton Downing |                    |      |
| Cyclisme                | ¼ mile                                         | Burton Downing |                    |      |
| Cyclisme                | 1 mile                                         | Burton Downing |                    |      |
| Cyclisme                | 2 miles                                        | Oscar Goerke |                    |      |
| Cyclisme                | 5 miles                                        | George E. Wiley |                    |      |
| Cyclisme                | 25 miles                                       | Arthur F. Andrews |                    |      |
| Escrime                 | Fleuret individuel                             | Albertson Van Zo Post |                    |      |
| Escrime                 | Fleuret par équipes                            | Charles Townsend Arthur Fox Charles Tatham |                    |      |
| Escrime                 | Sabre individuel hommes                        | William Grebe |                    |      |
| Escrime                 | Escrime au bâton hommes                        | William Scott O'Connor |                    |      |
| Escrime                 | Epée individuel                                | Charles Tatham |                    |      |
| Football                | Equipe                                         | Christian Brothers College High School (en) Louis Menges Oscar Brockmeyer Thomas January John January Charles January Peter Ratican Warren Brittingham Alexander Cudmore Charles A. Bartliff Joseph P. Lydon Raymond Lawler  |                    |      |
| Golf                    | Épreuve individuelle                           | Chandler Egan |                    |      |
| Golf                    | Épreuve par équipes                            | Trans-Mississippi Golf Association John Cady Albert Lambert John Maxwell Burt McKinnie Ralph McKittrick Francis Newton Henry Potter Frederick Semple Stuart Stickney William Stickney                                        | 1770 pts           |      |
| Gymnastique artistique  | Épreuve par équipes gymnastique et athlétisme  | New York Turnverein Emil Beyer John Bissinger Arthur Rosenkampff Julian Schmitz Otto Steffen Max Wolf | 356,37             |      |
| Gymnastique artistique  | Barres parallèles                              | Anton Heida | 43                 |      |
| Gymnastique artistique  | Cheval d'arçons                                | George Eyser | 33                 |      |
| Gymnastique artistique  | Anneaux                                        | William Merz | 35                 |      |
| Gymnastique artistique  | Corde lisse                                    | Charles Krause | 7,8                |      |
| Gymnastique artistique  | Exercices aux massues                          | Emil Voigt | 9                  |      |
| Gymnastique artistique  | Concours complet 4 épreuves                    | George Eyser | 152                |      |
| Haltérophilie           | Poids lourd - à un bras                        | Frederik Winters | 45 pts             |      |
| Haltérophilie           | Poids lourd - à deux bras                      | Oscar Paul Osthoff | 84,370 kg          |      |
| Lutte                   | Poids mi-mouche -47,6 kg                       | John Hein |                    |      |
| Lutte                   | Poids mouche +47,6–52,16 kg                    | Gustave Bauer |                    |      |
| Lutte                   | Poids coq +52,16–56,7 kg                       | August Wester |                    |      |
| Lutte                   | Poids plume +56,7–61,23 kg                     | Theodore McLear |                    |      |
| Lutte                   | Poids léger +61,23–65,77 kg                    | Rudolph Tesing |                    |      |
| Lutte                   | Poids mi-moyen +65,77–71,67 kg                 | William Beckman |                    |      |
| Natation                | 50 yards                                       | Scott Leary | 28 s 2             |      |
| Natation                | 100 yards                                      | Charles Daniels | 28 s 2             |      |
| Natation                | 4 X 50 yards                                   | Chicago Athletic Association David Hammond Bill Tuttle Hugo Goetz Raymond Thorne |                    |      |
| Plongeon                | Plongeon en longueur                           | Edgar Adams | 17,52 pts          |      |
| Roque                   | Individuel hommes                              | Smith Streeter | 4 v - 2 d          |      |
| Tennis                  | Simple messieurs                               | Robert LeRoy | 6-4, 6-4           |      |
| Tennis                  | Double messieurs                               | Robert LeRoy Alphonzo Bell |                    |      |
| Tir à la corde          | Equipe                                         | St. Louis Southwest Turnverein №1 Max Braun William Seiling Orrin Upshaw Charles Rose August Rodenberger |                    |      |
| Tir à l'arc             | Double york round (100y - 80y - 60y)           | Robert Williams | 819 pts            |      |
| Tir à l'arc             | Double american round (60y - 50y - 40y)        | Robert Williams | 991 pts            |      |
| Tir à l'arc             | Team round 60y                                 | Cincinnati Archery Club Charles Woodruff William Clark Charles Hubbard Samuel Duvall | 1341 pts           |      |
| Tir à l'arc             | Double national round (60y - 50y) Femmes       | Emma Cooke | 419 pts            |      |
| Tir à l'arc             | Double columbia round (50y - 40y - 30y) Femmes | Emma Cooke | 630 pts            |      |
| Water polo              | Equipe                                         | Chicago Athletic Association Rex Beach Jerome Steever Edwin Swatek Charles Healy Frank Kehoe David Hammond William Tuttle | 5 : 2              |      |

### Médailles de bronze
| Sport                    | Discipline                                     | Sportifs | Performance       | Date |
| Médailles de bronze : 77 |                                                | |                   |      |
| Athlétisme               | 60 m                                           | Fay Moulton | 7 s 1             |      |
| Athlétisme               | 100m                                           | William Hogenson | 11 s 3            |      |
| Athlétisme               | 200m                                           | William Hogenson | 22 s 1            |      |
| Athlétisme               | 400m                                           | Herman Groman | 50 s              |      |
| Athlétisme               | 800m                                           | Emil Breitkreutz | 1 min 56 s 4      |      |
| Athlétisme               | 1500m                                          | Lacey Hearn | 4 min 7 s 4       |      |
| Athlétisme               | marathon                                       | Arthur Newton | 3 h 47 min 33 s   |      |
| Athlétisme               | 110 m haies                                    | Lesley Ashburner | 16 s 4            |      |
| Athlétisme               | 200 m haies                                    | George Poage | 25 s 2            |      |
| Athlétisme               | 400 m haies                                    | George Poage | 54 s 8            |      |
| Athlétisme               | 2590 m steeple                                 | Arthur Newton | 8 min 7 s 0       |      |
| Athlétisme               | Saut à la perche                               | Louis Wilkins | 3,35 m            |      |
| Athlétisme               | Saut en longueur                               | Robert Stangland | 6,88 m            |      |
| Athlétisme               | Triple saut                                    | Robert Stangland | 13 365 m          |      |
| Athlétisme               | Saut en hauteur sans élan                      | Lawson Robertson | 1,457 m           |      |
| Athlétisme               | Saut en longueur sans élan                     | John Biller | 3,263 m           |      |
| Athlétisme               | Triple saut sans élan                          | Joseph Stadler | 9,60 m            |      |
| Athlétisme               | Lancer du poids                                | Lawrence Feuerbach | 13,37 m           |      |
| Athlétisme               | Lancer du marteau                              | Ralph Rose | 45,73 m           |      |
| Athlétisme               | Lancer du marteau lourd                        | James Mitchel | 10,135 m          |      |
| Athlétisme               | Triathlon                                      | William Merz | 32 pts            |      |
| Athlétisme               | Décathlon                                      | Truxton Hare | 5813 pts          |      |
| Aviron                   | Deux de couple                                 | Joseph Ravannack John Wells |                   |      |
| Aviron                   | Deux sans barreur                              | John Joachim Joseph Buerger |                   |      |
| Aviron                   | Quatre sans barreur                            | Gustav Voerg John Freitag Louis Helm Frank Dummerth |                   |      |
| Aviron                   | Skiff                                          | Constance Titus | à trois longueurs |      |
| Boxe                     | Poids plumes (-56,7 kg)                        | Fred Gilmore |                   |      |
| Boxe                     | Poids légers (-61,2 kg)]                       | Peter Sturholdt |                   |      |
| Boxe                     | Poids welters (-65,8 kg)                       | Joe Lydon |                   |      |
| Boxe                     | Poids lourds (+71,7 kg)                        | William Michaels |                   |      |
| Cyclisme                 | ½ mile                                         | Burton Downing |                   |      |
| Cyclisme                 | ⅓ mile                                         | Teddy Billington |                   |      |
| Cyclisme                 | ¼ mile                                         | Teddy Billington |                   |      |
| Cyclisme                 | 1 mile                                         | Teddy Billington |                   |      |
| Cyclisme                 | 2 miles                                        | Marcus Hurley |                   |      |
| Cyclisme                 | 5 miles                                        | Arthur F. Andrews |                   |      |
| Cyclisme                 | 25 miles                                       | George E. Wiley |                   |      |
| Escrime                  | Epée individuel                                | Albertson Van Zo Post |                   |      |
| Escrime                  | Fleuret individuel                             | Charles Tatham |                   |      |
| Escrime                  | Sabre individuel hommes                        | Albertson Van Zo Post |                   |      |
| Escrime                  | Escrime au bâton hommes                        | William Grebe |                   |      |
| Football                 | Equipe                                         | St. Rose de St. Louis Frank Frost George Cooke Henry Jameson Joseph Brady Edward Dierkes Martin Dooling Cormic Cosgrove Leo O'Connell Claude Jameson Harry Tate Thomas Cooke Johnson |                   |      |
| Golf                     | Épreuve individuelle                           | Burt McKinnie |                   |      |
| Golf                     | Épreuve individuelle                           | Francis Newton |                   |      |
| Golf                     | Épreuve par équipes                            | United States Golf AssociationDouglass Cadwallader Jesse Carleton Harold Fraser Arthur Hussey Orus Jones Allen Lard George Oliver Simeon Price John Rahm Harold Weber                |                   |      |
| Escrime                  | Escrime au bâton hommes                        | William Scott O'Connor |                   |      |
| Gymnastique artistique   | Épreuve par équipes gymnastique et athlétisme  | Central Turnverein (Chicago John Duha Charles Krause George Mayer Robert Maysack Philip Schuster Edward Siegler                                                                      | 349,69            |      |
| Gymnastique artistique   | Barres parallèles                              | John Duha | 40                |      |
| Gymnastique artistique   | Saut de cheval                                 | William Merz | 31                |      |
| Gymnastique artistique   | Cheval d'arçons                                | William Merz | 29                |      |
| Gymnastique artistique   | Barre fixe                                     | George Eyser | 39                |      |
| Gymnastique artistique   | Anneaux                                        | Emil Voigt | 32                |      |
| Gymnastique artistique   | Corde lisse                                    | Emil Voigt | 9,8               |      |
| Gymnastique artistique   | Exercices aux massues                          | Ralph Wilson | 5,0               |      |
| Gymnastique artistique   | Concours complet 4 épreuves                    | William Merz | 135               |      |
| Lutte                    | Poids mouche +47,6–52,16 kg                    | William Nelson \| |                   |      |
| Lutte                    | Poids coq +52,16–56,7 kg                       | Louis Strebler |                   |      |
| Lutte                    | Poids plume +56,7–61,23 kg                     | Charles Clapper |                   |      |
| Lutte                    | Poids léger +61,23–65,77 kg                    | Albert Zirkel |                   |      |
| Lutte                    | Poids mi-moyen +65,77–71,67 kg                 | Jerry Winholtz |                   |      |
| Lutte                    | Poids lourd +71,67 kg                          | Fred Warmbold |                   |      |
| Natation                 | 50 yards                                       | Charles Daniels | 28 s              |      |
| Natation                 | 100 yards                                      | Scott Leary |                   |      |
| Natation                 | 440 yards                                      | Jamison Handy |                   |      |
| Natation                 | 4 X 50 yards                                   | Missouri Athletic Club Amedee Reyburn Gwynne Evans Marquard Schwarz William Orthwein                                                                                                 |                   |      |
| Plongeon                 | Plate-forme                                    | Frank Kehoe | 11,33 pts         |      |
| Plongeon                 | Plongeon en longueur                           | Leo Goodwin | 17,37 pts         |      |
| Roque                    | Individuel hommes                              | Charles Brown |                   |      |
| Tennis                   | Simple messieurs                               | Alphonzo Bell |                   |      |
| Tennis                   | Simple messieurs                               | Edgar Leonard |                   |      |
| Tennis                   | Double messieurs                               | Clarence Gamble Arthur Wear |                   |      |
| Tennis                   | Double messieurs                               | Allen West Joseph Wear |                   |      |
| Tir à l'arc              | Double york round (100y - 80y - 60y)           | William Thompson | 816 pts           |      |
| Tir à l'arc              | Double american round (60y - 50y - 40y)        | William Thompson | 849 pts           |      |
| Tir à l'arc              | Team round 60y                                 | Boston A.A. Wallace Bryant Cyrus Edwin Dallin Henry Richardson George Bryant | 1268              |      |
| Tir à l'arc              | Double national round (60y - 50y) Femmes       | Jessie Pollock | 419 pts           |      |
| Tir à l'arc              | Double columbia round (50y - 40y - 30y) Femmes | Jessie Pollock | 630 pts           |      |
| Water polo               | Equipe                                         | MIssouri Athletic Club John Meyers Manfred Toeppen Gwynne Evans Amedee Reyburn Fred Schreiner Augustus Goessling William Orthwein                                                    |                   |      |